# Тихий Дмитро Михайлович
Дмитро Михайлович Тихий (рос. Дми́трий Миха́йлович Ти́хий, нар. 29 жовтня 1992, Владивосток, Росія) — російський футболіст, захисник клубу «Парі Нижній Новгород».

## Ігрова кар'єра
Дмитро Тихий народився у місті Владивосток і займатися футболом почав у школі місцевого клубу «Промінь». У сезоні 2011/12 футболіст вперше вийшов на поле на професійному рівні у турнірі ФНЛ. З 2014 року відіграв три сезоні у складі воронезького «Факела», після чого повернувся до «Проміня».
Влітку 2018 року Тихий перейшов до «Томі» але через невиплату заробітної плати через півроку футболіст розірвав контракт з клубом. Транзитом через красноярський «Єнісей», у 2019 році Тихий опинився у складі «Хімок». Майже всю свою кар'єру Дмитро Тихий грав на позиції правого захисника але в «Хімках» у Сергія Юрана Тихий часто грав у центрі захисту.
В кінці березня 2023 року футболіст розірвав контракт з «Хімками» і 3 липня приєднався до «Парі Нижній Новгород», який на той момент очолював Сергій Юран.

## Титули
Хімки
- Срібний призер ФНЛ: 2019/20
- Фіналіст Кубка Росії: 2019/20